# 1968 في العراق
فيما يلي قوائم الأحداث التي وقعت خلال عام 1968 في العراق.

## سياسة

### تعيين في المنصب
- 31 يوليو – أحمد حسن البكر رئيس وزراء العراق.

### انتهاء فترة المنصب
- 10 يوليو – عبد الرحمن عارف رئيس وزراء العراق،رئيس العراق.
- 30 يوليو – ناصر الحاني وزارة الخارجية.

## مواليد

### يناير
- 1 يناير – أحمد الحسن اليماني أحد مدعي المهدوية.
- 1 يناير – رافد أحمد علوان الجنابي مهندس ألماني.
- 1 يناير – شيرزاد عبد الرحمن

### مارس
- 7 مارس – عبد الغني شهد لاعب كرة قدم عراقي.

### أغسطس
- 1 أغسطس – يونس عبد علي

### سبتمبر
- 9 سبتمبر – أنس التكريتي

### أكتوبر
- 13 أكتوبر – ليث حسين لاعب كرة قدم عراقي.

## وفيات

### يناير
- 1 يناير – توفيق السويدي (مواليد 1892)
- 1 يناير – حيدر العمر (مواليد 1924) أول مخرج سينمائي عراقي.
- 29 يناير – إغناطيوس جبرائيل الأول تبوني (مواليد 1879) كهنوت عراقي.

### نوفمبر
- 19 نوفمبر – ناصر الحاني (مواليد 1917) أكاديمي ودبلوماسي عراقي.